# Sibine helenans
Sibine helenans är en fjärilsart som beskrevs av Dyar 1927. Sibine helenans ingår i släktet Sibine och familjen snigelspinnare. Inga underarter finns listade i Catalogue of Life.